# Sak
Sak (od ang., niem. sack – worek), (po staropolsku żoch) – sieć na ryby w kształcie worka, rozpiętego na obręczach. Wykorzystuje się głównie w rybołówstwie jeziorowym. Saki często używane są przez kłusowników.